# محمد عوض
محمد عوض (12 يونيو 1932 - 27 فبراير 1997)، ممثل مصري. اشتهر بتقديم الأفلام الكوميدية. وهو حاصل على شهادة ليسانس آداب من جامعة عين شمس عام 1957 وعلى دبلوم المعهد العالي للفنون المسرحية عام 1962.

## بدايته
كانت بدايته الحقيقة في مسرح الجامعة، فبعد التحاقه في جامعة عين شمس بكلية الآداب قسم الفلسفة قام بإنشاء فرقة تمثيل، وكان يقوم بإعادة تقديم مسرحيات الريحاني، فقد أحب مسرحيات نجيب الريحاني كثيرا، فكان يقوم باستدعاء أحد أبطال مسرحيات الريحاني للتمثيل معهم بالجامعة أو لمشاهدة مسرحياته، ومن ثم بعد تخرجه من الجامعة التحق بفرقة الريحاني المسرحية لتكون بداية نجاحاته وشهرته.

## حياته الأسرية
تزوَّج من زميلة الدراسة قوت القلوب عبد الوهاب التي أنجبت له ثلاثة أولاد اتبعوا طريق والدهم حيث دخلوا مجال الفن ولكن في تخصصات مختلفة وهم:
1. عادل، احترف عالم الإخراج. وتزوج الممثلة راندا، والتي أضافت اسم عوض إلى جانب اسمها بعد تلك الزيجة، وأنجبا ابنتهما جميلة التي احترفت التمثيل.
2. عاطف، وهو مصمم استعراضات تزوج الممثلة رانيا ابنة الفنان فريد شوقي وأنجبا بناتهما فريدة وملك.
3. علاء عوض، الذي احترف التمثيل، وبرز خلال فترة الثمانينات والتسعينات من القرن العشرين.[2]

## أعماله

### الأفلام
- 1960: شجرة العائلة
- 1961: الأزواج والصيف
- 1962: للنساء فقط
- 1963: شباب طائش
- 1963: سنوات الحب
- 1963: أميرة العرب
- 1963: امرأة على الهامش
- 1964: نمر التلامذة
- 1964: دعني والدموع
- 1964: ألف ليلة وليلة
- 1964: آخر شقاوة
- 1965: مطلوب أرملة
- 1965: جدعان حارتنا
- 1965: المغامرون الثلاثة
- 1965: آخر جنان
- 1965: 6 بنات وعريس
- 1966: شقاوة رجالة
- 1966: حارة السقايين
- 1966: الأصدقاء الثلاثة
- 1966: إجازة بالعافية
- 1967: غازية من سنباط
- 1967: شقة الطلبة
- 1967: بنت شقية
- 1968: كيف تسرق مليونير
- 1968: شهر عسل بدون إزعاج
- 1968: حواء والقرد
- 1968: حلوة وشقية
- 1968: بابا عايز كده
- 1968: المساجين الثلاثة
- 1968: السيرك
- 1969: يوم واحد عسل
- 1969: العمياء
- 1969: الحب سنة 70
- 1969: أكاذيب حواء
- 1970: مغامرة شباب
- 1970: زوجة لخمسة رجال
- 1970: أصعب جواز
- 1971: غرام في الطريق الزراعي
- 1972: شياطين البحر
- 1972: جنون المراهقات
- 1972: أزمة سكن
- 1973: مدرسة المشاغبين
- 1973: شلة المحتالين
- 1973: شقة للحب
- 1973: الشياطين في إجازة
- 1973: البنات والمرسيدس
- 1973: البحث عن فضيحة
- 1974: عريس الهنا
- 1974: عايشين للحب
- 1974: رحلة العجائب
- 1974: البنات والحب
- 1975: مجانين بالوراثة
- 1975: صائد النساء
- 1975: شبان هذه الأيام
- 1975: باي باي يا حلوة
- 1975: الأستاذ أيوب
- 1975: احترسي من الرجال يا ماما
- 1976: أخواته البنات
- 1977: شيلني وأشيلك
- 1977: الولد الغبي
- 1977: الحلوة والغبى
- 1978: المرأة هي المرأة
- 1978: المجرم
- 1980: عمل إيه الحب في بابا.
- 1981: مرآة في الكف
- 1981: اللي ضحك على الشياطين
- 1984: أنا اللي أستاهل
- 1984: اللي خد حاجة يرجعها
- 1986: حب فوق السحاب
- 1986: أخي وصديقي سأقتلك
- 1990: الشقيقتان
- 1992: سفاح في مدرسة المراهقات
- 1993: آي آي

### المسلسلات
- البلياتشو
- المعدية
- حواديت كل يوم
- قلوب من بسكويت
- 1963: نوادر جحا
- 1963: حلقات فكاهية
- 1964: جواز البنات
- 1966: الأبواب المغلقة
- 1972: بنك القلق
- 1977: ماشي يا دنيا ماشي
- 1978: برج الحظ
- 1983: عش المجانين
- 1987: أحلام اليقظة
- 1989: زهرة من بستان
- 1989: رجال في المصيدة
- 1989: حساب السنين
- 1989: حدث في بيت القاضي
- 1989: أهلا يا جدو العزيز
- 1991: الطاووس
- 1992: أيام الغياب
- 1993: ناس ولاد ناس
- 1994: صور ملونة
- 1995: البراري والحامول
- 1997: شيء من الحنان

### المسرحيات
- بندق بيه
- سعدون تحت الطبع
- شارع أفراح الأحزان
- شهرزاد و8 ستات
- هل تحبين حنفي
- 1959: 30 يوم في السجن
- 1962: جلفدان هانم
- 1963: مقالب سكابان
- 1963: مطرب العواطف
- 1963: أصل وصورة
- 1964: قسمتي
- 1964: العبيط
- 1965: ولا العفاريت الزرق
- 1966: نمرة 2 يكسب
- 1966: الطرطور
- 1970: سفاح رغم أنفه
- 1978: راسب مع مرتبة الشرف
- 1979: القاهرة 80
- 1980: من يضحك أخيرا
- 1981: الناس اتجننت
- 1983: المهزلة
- 1985: هات وخد
- 1985: تلاعبني ألاعبك
- 1986: افتح المحضر
- 1989: الدكتور زعتر
- 1990: مراتي تقريبا
- 1990: تصبح على خير يا حبة عينى
- 1992: كنت فين يا علي
- 1995: مساء الخير يا مصر
- 1997: طبق سلطة

### المسلسلات الإذاعية
- الورثة المحترمون
- نادي العزاب
- 1957: ساعة لقلبك

### الفوازير
- 1967: قمر الزمان

### الدبلجة
- 1995: حكاية لعبة (سلنكي)

## وصلات خارجية
- محمد عوض على موقع IMDb (الإنجليزية)
- محمد عوض على موقع قاعدة بيانات الأفلام العربية
- محمد عوض على موقع قاعدة بيانات الفيلم (الإنجليزية)